# 海軍中将
海軍中将（かいぐんちゅうじょう、英語: Vice admiral）は、海軍の中将。海軍大将またはフランス海軍などの上級中将の下、海軍少将の上。副提督（ふくていとく）とも訳される。NATO階級符号は通常OF-8とされるが、フランス海軍やスペイン海軍では海軍中将が陸軍および空軍少将と同格であるため、また旧ドイツ海軍やロシア海軍のような上級大将四階級制を採用している国々では上級大将がOF-9に相当するため、これらの国々では海軍中将はOF-7となる。

## 各国の海軍中将

### アジア
- 大日本帝国海軍：海軍中将 (日本)
- 海上自衛隊：海将
- 大韓民国海軍：대장（中將）
- 中華民国海軍：中將
- 中国人民解放軍海軍：海軍中将

### 欧州
- イギリス海軍：Vice Admiral
- ドイツ海軍：Vizeadmiral
- フランス海軍：Vice-Amiral、海軍上級中将 : Vice-amiral d'escadre
- イタリア海軍：Ammiraglio di squadra
- ポルトガル海軍：Vice-almirante

### 北アメリカ
- アメリカ海軍：Vice Admiral
- メキシコ海軍：Almirante

### 南アメリカ
- ブラジル海軍：Vice-Almirante

## 階級章

アメリカ海軍中将 (Vice Admiral)
イギリス海軍中将 (Vice-Admiral)
海上自衛隊 将（甲階級章）
海上自衛隊 将（丙階級章）
中華民国海軍中將階級章
フランス海軍上級中将（Vice-amiral d'escadre）
フランス海軍中将（Vice-amiral）
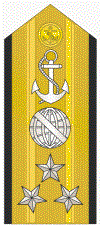
ブラジル海軍中将（Vice-Almirante）
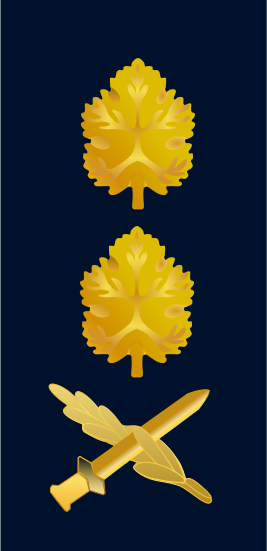
イスラエル海軍中将（Rav Aluf)

## 海軍中将階級旗

海上自衛隊海将旗
大日本帝国海軍中将旗
中華民国海軍中將旗
イギリス海軍中将旗
インド海軍中将旗
フランス海軍中将旗（Vice-amiral）
フランス海軍上級中将旗（Vice-amiral d'escadre）